# Ляки
Ляки (азерб. Ləki) — посёлок городского типа в Лякском административно-территориальном округе Агдашского района Азербайджана.

## Этимология
Название происходит от огузского племени ляк.
Примечательно, что село с таким же названием существует и в Татарстане.

## География
Ляки находится на высоте 20 метров над уровнем моря. Расположен на берегу реки Турианчай, в 11 км от районного центра, г. Агдаш и в 256 км от Баку.
Ближайшая железнодорожная станция — Ляки.

## История

### Период Российской империи
По данным на 1856 год Ляки являлось селом Агдашского магала, население которого обозначалось как татары-сунниты (азербайджанцы), с разговорным языком азербайджанским (в источнике татарским).
В 1883 году на территории Арешского уезда была открыта новая станция железной дороги, названная «Ляки» в честь крупного населённого пункта, на территории которого располагалась.
В том же году посёлок при станции Ляки стал местопребыванием пристава I участка Арешского уезда Елизаветпольской губернии.
В 1897 году открыт железнодорожный вокзал.
В 1908 году в посёлке был открыт завод по производству хлопкового масла.
Посёлок при станции Ляки в 1913 году согласно административно-территориальному делению Елизаветпольской губернии относилось к Лякскому сельскому обществу Арешского уезда.
В Кавказском календаре от 1912 года отмечается татарское (азербайджанское) село Ляки с населением 1669 тыс. человек.

### Период Азербайджанской ССР
В 1926 году согласно административно-территориальному делению Азербайджанской ССР поселок относился к дайре Ляки Геокчайского уезда.
После реформы административного деления и упразднения уездов в 1929 году был образован Лякский поселковый совет в Агдашском районе Азербайджанской ССР.
В 1938 году посёлку Ляки присвоен статус посёлка городского типа. В том же году начато строительство хлопкоочистительного завода.
Согласно административному делению 1961 и 1977 года посёлок городского типа Ляки входил в Лякский поселковый совет Агдашского района Азербайджанской ССР.
В период Азербайджанской ССР близ посёлка располагалась птицефабрика.

### Современный период
В 1999 году в Азербайджане была проведена административная реформа и внутри Лякского административно-территориального округа был учрежден Лякский муниципалитет Агдашского района.

## Население
| Год      | 1886 | 1926 | 1939 | 1959 | 1970 | 1979 | 1989 | 1991 |
| -------- | ---- | ---- | ---- | ---- | ---- | ---- | ---- | ---- |
| тыс. чел | 1688 | 542  | 1244 | 2108 | 2755 | 3149 | 3328 | 3500 |

| Год      | 1999 | 2009 | 2013 | 2014 | 2017 |
| -------- | ---- | ---- | ---- | ---- | ---- |
| тыс. чел | 3711 | 3507 | 3600 | 3700 | 3800 |

## Климат
| Показатель                                                                           | Янв. | Фев. | Март | Апр. | Май  | Июнь | Июль | Авг. | Сен. | Окт. | Нояб. | Дек. | Год  |
| ------------------------------------------------------------------------------------ | ---- | ---- | ---- | ---- | ---- | ---- | ---- | ---- | ---- | ---- | ----- | ---- | ---- |
| Средний суточный максимум, °C                                                        | 7,0  | 8,4  | 12,4 | 20,5 | 25,5 | 29,9 | 33,5 | 32,3 | 28   | 21,2 | 14,3  | 9,1  | 20,1 |
| Средняя температура, °C                                                              | 3,0  | 4,3  | 8    | 14,7 | 19,6 | 24,0 | 27,2 | 26,1 | 22,2 | 16,1 | 10,1  | 5,1  | 15,0 |
| Средний суточный минимум, °C                                                         | −1   | 0,2  | 3,6  | 8,9  | 13,7 | 18,1 | 21   | 19,9 | 16,5 | 11   | 6,0   | 1,2  | 9,9  |
| Норма осадков, мм                                                                    | 23   | 27   | 31   | 41   | 55   | 42   | 21   | 24   | 25   | 52   | 31    | 26   | 398  |
| Источник: https://en.climate-data.org/asia/azerbaijan/agdas-rayonu/l%C9%99ki-955002/ |      |      |      |      |      |      |      |      |      |      |       |      |      |

Среднегодовая температура воздуха в селе составляет +15,0 °C. В селе семиаридный климат.

## Экономика
Население занимается сельским хозяйством и производством. 
В конце 1930-х годов был открыт хлопкоочистительный завод. В 1975 году построен завод оцинкованной посуды. 
В Ляки также расположены завод удобрений, база нефтепродуктов, пункт приема зерна.

## Инфраструктура
В посёлке действуют средняя школа, дом культуры, библиотека, больница, амбулатория, электроподстанция, ресторан, почтовое отделение, мечеть, два детских сада, музыкальная школа.
В январе 2013 года было снесено здание железнодорожного вокзала, открытого в 1897 году. 1 мая 2014 года открыто новое здание железнодорожного вокзала.
Железнодорожная станция является грузовой. На станции четыре пути для приёма и отправки поездов, шесть путей для операций по погрузке и разгрузке. В год осуществляется погрузка 150 вагонов (19 600 тонн), разгрузка 250 вагонов (15 000 тонн). Станция обслуживает 7 000 пассажиров. В день от станции отходят 40 поездов.

## Известные уроженцы
- Гасымов, Тофик Масим оглы — министр иностранных дел Азербайджана (1992—1993).
- Фаик Насир оглы Бахшалиев — председатель исполкомов Мингечаурского городского (1991—1992) и Агдашского районного (1993—1996) Совета народных депутатов.